# Kaszoly
Kaszoly (románul Casele Micești ) falu Romániában Kolozs megyében (románul: Județul Cluj).

## Lakossága
Mivel korábban Mikes része volt így adatok csak 1956-tól állnak rendelkezésre. 1966-ban 68 lakosából egy magyar volt. 1977-ben már mind a 34 lakosa román ajkú.

## Története
Korábban Mikes (Micești, Tordatúr község) része volt.
A falu a trianoni békeszerződésig Torda-Aranyos vármegye Tordai járásához tartozott.